# Girls Got Rhythm
Girls Got Rhythm è un singolo degli AC/DC pubblicato nel 1979 da Atlantic Records in formato 7", estratto dall'album Highway to Hell.

## Il disco
Una versione dal vivo di Girls Got Rhythm è contenuta in Let There Be Rock: The Movie, disco incluso nel cofanetto Bonfire. La canzone è presente anche nel film DOA: Dead or Alive del 2006.